# Силон (город, Миннесота)
Силон (англ. Ceylon) — город в округе Мартин, штат Миннесота, США. На площади 1,7 км² (1,7 км² — суша, водоёмов нет), согласно переписи 2002 года, проживают около 417000 человек. Плотность населения составляет 245,5 чел./км².
- Телефонный код города — 507
- Почтовый индекс — 56121
- FIPS-код города — 27-10792[1]
- GNIS-идентификатор — 0641085[2]